# Устюгов, Анатолий Алексеевич
Анатолий Алексеевич Устюгов (26 июня 1977, Усолье-Сибирское, Иркутская область — 27 сентября 2004, Москва) — российский хоккеист, нападающий.

## Биография
Родился в городе Усолье-Сибирское Иркутской области. Начал заниматься хоккеем в Ангарске в хоккейной школе местного клуба «Ермак». Позже переехал в Ярославль, где стал выступать в составе молодёжной хоккейной команды «Торпедо», а также дебютировал и за основную команду ярославцев.
На Драфте НХЛ 1995 года был выбран под общим 104-м номером в 4-м раунде командой «Детройт Ред Уингз».
В 1997 году выступал в составе нижегородского «Торпедо».
В 1998 году подписал контракт с хабаровским «Амуром», где прошли лучшие годы в карьере хоккеиста. На протяжении семи лет стабильно выступал в основном составе и был одним из лидеров команды.
Сезон 2003/2004 начал в составе «Амура», однако по ходу сезона был командирован в «Локомотив», а заканчивал сезон в составе тольяттинской «Лады».
В сезоне 2004/2005 подписал контракт с московским «Спартаком», в котором прошёл предсезонную подготовку и играл до сентября.
В ночь с четверга на пятницу 23 сентября 2004 года на Устюгова было совершено разбойное нападение. Он был обнаружен утром с разбитой головой, тяжкими телесными повреждениями и доставлен в Первую градскую больницу в состоянии комы. Перенёс операцию по трепанации черепа. Скончался 27 сентября, не приходя в сознание.